# 爱回收

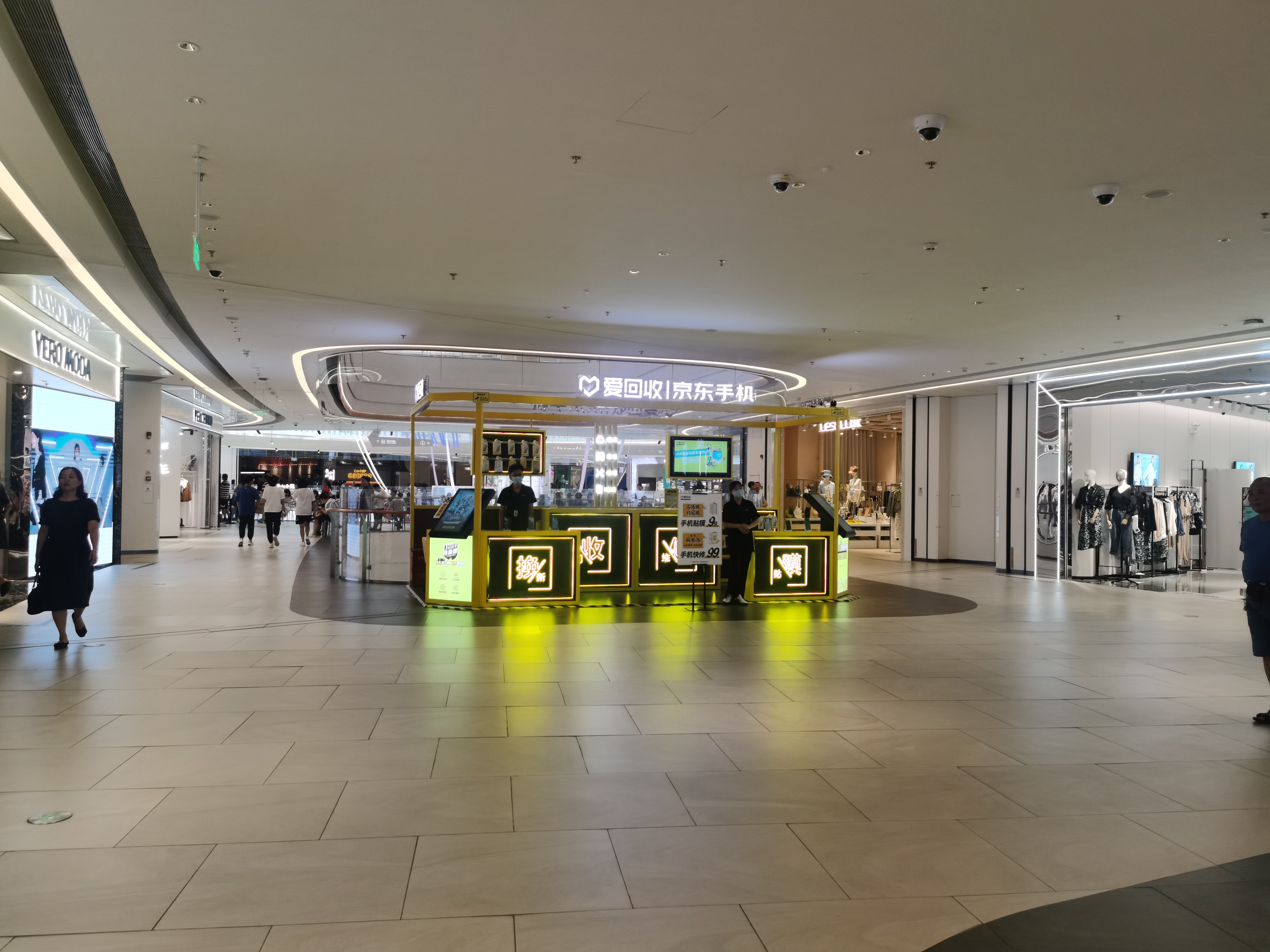
爱回收位于上海南翔印象城MEGA的门店

爱回收是中華人民共和國一家電子產品回收平台，由陈雪峰成立於2011年并于2021年6月在纽约证券交易所挂牌上市。

## 历史
爱回收成立于2011年，主要從事手机、笔记本等电子数码产品的回收业务。2013年12月，爱回收在上海亚新广场开设了第一家线下门店。
2015年，爱回收（万物新生）开始与京东等电商平台、小米等消费电子品牌开展以旧换新合作。
截至2021年，爱回收拥有自营门店755家，合作门店近10万家，此外還有佈置在各地的近2000台自助回收机。2019年6月，爱回收与京东旗下二手交易平台拍拍合并。
2020年9月22日，爱回收宣布“万物新生”将取代“爱回收”作为新品牌。集团创始人兼CEO陈雪峰在发布会上宣布，万物新生已获得京东集团和国泰君安国际联合领投的超1亿美元E+轮融资。而该笔融资预计在IPO时将获得40亿美元至50亿美元的估值。据招股书显示，IPO前，京东集团持股为34.7%。
2021年6月18日，爱回收母公司万物新生在纽约证券交易所上市（：RERE）。
万物新生集团海外业务AHS Device投资了印度手机回收公司Cashify和南美的手机回收公司Trocafone。

## 外部連結
- 官方网站